# Can't Leave 'Em Alone
Can't Leave 'Em Alone è un brano pop/R&B/hip hop cantato da Ciara in collaborazione con 50 Cent. La canzone appartiene all'album Ciara: The Evolution ed è il terzo ed ultimo singolo estratto, quarto in Nord Europa.
La canzone è una ballata con influenze anni '80. Ciara ha detto che ha invitato 50 Cent per "una sorta di sapore" descrivendo poi la canzone come "una grande registrazione".
Il titolo della canzone inizialmente era Dope Boys.

## Pubblicazione
Can't Leave 'Em Alone è stata pubblicata alla Mainstream Urban Radio il 12 giugno 2007 e alla Rhtyhmic Radio il 10 luglio 2007. La canzone era una delle tre opzioni del terzo singolo, che fu poi scelto Like a Boy. Can't Leave 'Em Alone è stato poi scelto come quarto singolo e That's Right non è più stato pubblicato ufficialmente.

## Critiche
Can't leave 'Em Alone ha ricevuto critiche miste da parte dei critici. Matt Cibula di PopMatters ha scritto che la canzone era una "brutta canzone pop" e 50 Cent fungeva da ragazzo sexy. Hanno definito la canzone anche come una confezione pop-soul.

## Video musicale
Il video di Can't leave 'Em Alone è stato girato il 9 e 10 giugno 2007 ad Atlanta; è stato diretto dai Fat Cats. Si pensava che sarebbe stato trasmesso la prima volta il 25 giugno ma venne posticipato al 2 luglio.
Il video comincia con Ciara che cammina lungo una strada, con addosso un bikini viola con un giacchetto e degli shorts gialli. 50 Cent appare in un'auto vicino ad un palazzo "stile graffiti" e canta il suo verso. Dopo qualche scena di semi-nudo, vediamo i due cantanti che cantano vicino. Verso la fine del video c'è Ciara appoggiata ad un muro.

## Tracce
iTunes digital download EP
1. "Can't Leave 'Em Alone" (Main version) – 4:06
2. "Can't Leave 'Em Alone" (Kookie remix) – 4:08
3. "Can't Leave 'Em Alone" (Wildboys remix) – 7:11
4. "Can't Leave 'Em Alone" (Reavers remix) – 3:40

iTunes digital download numero 1
1. "Can't Leave 'Em Alone" – 4:06

iTunes digital download numero 2
1. "Can't Leave 'Em Alone" (Kookie remix) – 4:08

iTunes digital download numero 3
1. "Can't Leave 'Em Alone" (Wildboys remix) – 7:11

iTunes digital download numero 4
1. "Can't Leave 'Em Alone" (Reavers remix) – 3:40

New Zealand CD
1. "Can't Leave 'Em Alone" (featuring 50 Cent) – 3:55
2. "Love You Better" – 4:29

Promotional CD
1. "Can't Leave 'Em Alone (album version)" (featuring 50 Cent) – 4:06
2. "Can't Leave 'Em Alone (instrumental)" – 4:04

## Classifiche
| Chart (2007)                         | Posizione |
| ------------------------------------ | --------- |
| China Singles Chart                  | 67        |
| Deutsche Black Charts                | 7         |
| FMC Urban Top 50                     | 11        |
| LCC Hot R&B/Hip-Hop Songs            | 4         |
| Lithuania Airplay Chart              | 19        |
| New Zealand RIANZ Top 40             | 4         |
| Poland Singles Chart                 | 66        |
| U.S. Billboard Hot 100               | 40        |
| U.S. Billboard Hot R&B/Hip-Hop Songs | 10        |
| U.S. Billboard Rhythmic Top 40       | 17        |